# Уссурійський тритон
Уссурійський тритон (Onychodactylus fischeri) — вид земноводних з роду Пазуристий тритон родини Кутозубі тритони.

## Опис
Загальна довжина до 21 см (довжина тіла понад 9 см). Струнка тварина подовженої форми. Голова коротка, менше 10% від загальної довжини, з великими опуклими очима. Хвіст трохи довше тіла. З боків тулуба є 14—15 поперечних борозенок. У самців на задніх лапах, які помітно довше передніх, шкіряста облямівка, особливо помітна в шлюбний період, кінчик хвоста загострений (у самиць він округлий). У самиць замість кігтів на кінчиках пальців мозолясті подушечки.
Забарвлення зверху вохристо-буре, з неправильним плямистим малюнком. Черево дещо рожеве з ледь помітними темними цяточками.

## Спосіб життя
Зустрічається в гірських районах в зоні хвойних або змішаних лісів (головним чином, кедрово-широколистяних), де мешкає в холодних гірських струмках з густою рослинністю і з температурою води близько 6-15°С. Дорослі особини віддають перевагу ключам або верхній частині струмків з прозорою водою, насиченою киснем, зустрічаючись уздовж берега у затінених місцях з вологістю повітря близько 75-92%. Це пов'язано з відсутністю у них легенів і необхідністю дихати через шкіру. У таких місцях цей тритон найчастіше знаходиться на відстані до 1,5 м від гирла струмка на глибині до 40 см в потужному гальковому шарі (деякі тварини трапляються на відстані 20-50 м від струмка), але вони зустрічаються також і на ділянках, де шар гальки, листя або дерну становить від декількох сантиметрів до півметра й навіть на майже голих скелях. Личинки з зябрами і молоді сеголетки можуть бути знайдені нижче, вздовж русла, воліючи ділянки зі слабкою течією.
Веде прихований спосіб життя, ховаючись під корчами, поваленими деревами, камінням, в товщі опалого листя, іноді по кілька особин разом. Протягом доби дорослі особини найбільш активні у сутінках, менш вночі. Личинки і молоді особини також активні в цей час, але можуть траплятися й вдень. У разі небезпеки вони відразу ж зариваються у гальку.
У жовтні після сильних нічних морозів тритон зустрічається тільки в незамерзаючих потоках. Зимівля триває з жовтня по квітень. Перші активні особини були відзначені в кінці квітня — початку травня при температурі води 3 °C, коли ще не повністю розтанув лід, але більшість з'являється в середині травня — першій половині липня при температурі води 6°С і вище.
Тривалість життя у природі до 18 років. Головними ворогами є форель, яка харчується як личинками, так і дорослими особинами, щитомордники і особливо бура оляпка.

## Розмноження
Статева зрілість настає у віці 8—9 років. Самці з розвиненими шлюбними ознаками і вагітні самиці з великими ооцитами можуть бути знайдені з квітня до середини липня. Фактором, що запускає розмноження, є ступінь прогріву води (утворення пари починається при 6°С, а нерест при 9°С). Період розмноження захоплює травень—липень. Значна частина дорослих у розмноженні не бере участь. Самиці з великими ооцитами знову з'являються у вересні.
За 1-2 дні перед ікрометанням самиця приймає переднерестову позу, сидячи на камені і опустивши у воду задню третину тіла. Самець час від часу наближається до неї і торкається її. Коли самиця піднімає свій тулуб і злегка вигинає хвіст, задні кінцівки самця вигинаються в суглобах і приймають форму, зручну для захоплення кладки. Протягом 30—40 хвилин, поки самиця відкладає ікру, самець сидить поруч, торкається тіла самиці. Коли ікряні мішечки з'являються з клоаки самиці, тулуб самця починає хвилеподібно згинатися. Самець, відтісняючи самку, захоплює кладку передніми, а потім і задніми кінцівками, притискає підставою до клоаці і виділяє сперматофор.
Кладка складається з пари ікряних мішечків довжиною близько 25—47 мм і завширшки 5—6 мм кожен, з'єднаних джгутом довжиною близько 20 мм. Ікрометання відбувається в гірських ключах або струмках шириною до 5 м. Кладки прикріплюються до верхньої поверхні каменів джгутами, які дуже еластичні та відриваються від поверхні з великими труднощами. Джгути сильно перекручені, що пояснюється швидким плином води та обертанням мішечків. В кожному мішку від 3 до 7 яєць. В яєчниках самиць розвивається від 9 до 23 яєць.

## Розвинення
Чорні кігтики на пальцях передніх і задніх кінцівок з'являються у личинок завдовжки менше 40 мм. Личинки наділені короткими зябрами, на хвості й кінцівках розвинені плавникові і шкірні складки, балансерів немає.
Личинки зустрічаються з квітня до кінця вересня. Метаморфоз настає після третьої-четвертої зимівлі й закінчується при загальній довжині личинки близько 80—85 мм, що спостерігається, здебільшого, у липні—серпні, хоча молоді сеголетки можуть з'являтися з весни до осені.

## Харчування
Личинки харчуються, головним чином, ракоподібними (бокоплави) і водними комахами. Дорослі добувають їжу і у воді, і на суші, в залежності від сезону. Павукоподібні, комахи (жуки, метелики), мокриці, бокоплави — основна їжа Полювати на здобич починає ще у сутінках, переходячи від одного каменя до іншого або рухаючись у воді. Ловить жертву зазвичай із засідки, сховавшись в щілини між каменями. Якщо спроба схопити її не вдалася, жертву не переслідує.

## Розповсюдження
Мешкає на півдні Далекого Сходу: у Російській Федерації (Приморський край до озера Ханка, гори Сіхоте-Алінь на північ до 45° північної широти), на Корейському півострові та в прилеглих частинах Китаю.
Місця проживання уссурійського тритона скорочуються через порушення гідрорежиму ключів і струмків, викликаного господарською діяльністю людини. При повній вирубці лісу навколо струмків тритон повністю зникає.